# عقربوز
عقربوز قرية سوريّة تتبع إداريّاً لمحافظة حلب منطقة السفيرة ناحية مركز السفيرة، بلغ تعداد سكانها 1,275 نسمة حسب التعداد السكاني لعام 2004.